# Negre d'eriocrom T
El negre d'eriocrom T (NET) és un compost orgànic que s'utilitza com a indicador en complexometries, com per exemple en la determinació de la duresa de l'aigua. Es tracta d'un sòlid negre. En la seva forma protonada és de color blau, però en formar complexos amb calci, magnesi i altres metalls pren un color vermell. Els seus valors de pKa són 6,3 i 11,5.